# Domján Mária (színművész)
Domján Mária (Budapest, 1938. június 17. –) magyar színésznő, operetténekes.

## Életpályája
A Liszt Ferenc Zeneművészeti Akadémia opera tanszakán diplomázott. Pályáját vidéki kultúrházak hangversenyein kezdte, majd a Miskolci Nemzeti Színházhoz szerződött operettek főszerepeire. 1965-től a Fővárosi Operettszínház művésze volt. 1969-től külföldi vendégszerepléseken vett részt. 1981-től Kanadában él, a torontói Művész Színháznak volt a tagja. Leginkább primadonna szerepekben vált népszerűvé.

## Fontosabb színházi szerepei
- Hervé: Nebáncsvirág... Denise de Flavigny (Nebáncsvirág)
- Lehár Ferenc: A mosoly országa... Liza
- Lehár Ferenc: A víg özvegy... Valencienne, a nagykövet felesége
- Kálmán Imre: Marica grófnő... Marica
- Kálmán Imre: Csárdáskirálynő... Sylvia; Cecília
- Jacobi Viktor: Sybill... Sybill
- Ábrahám Pál: Bál a Savoyban... Madeleine
- Molnár Ferenc: Az üvegcipő... Roticsné (Magyar Színház és Művész Egyesület, New York)
- Varga László: A méltóságos asszony bajban van... Méltóságos asszony (Magyar Színház és Művész Egyesület, New York)
- Nóti Károly: Lepsénynél még megvolt... Aki elveszett (Torontói Művész Színház, Torontó)
- Neil Simon: Csalni tudni kell... szereplő (Torontói Művész Színház, Torontó)
- Siegfried Geyer: Végre egy úriasszony... A feleség (Torontói Művész Színház, Torontó)
- Louis Verneuil: Az ügyvéd és a férje... Colette Bolbec (Torontói Művész Színház, Torontó)

## Filmek, tv
- Pompadour bikiniben (1967)